# سه‌سالانه میلان

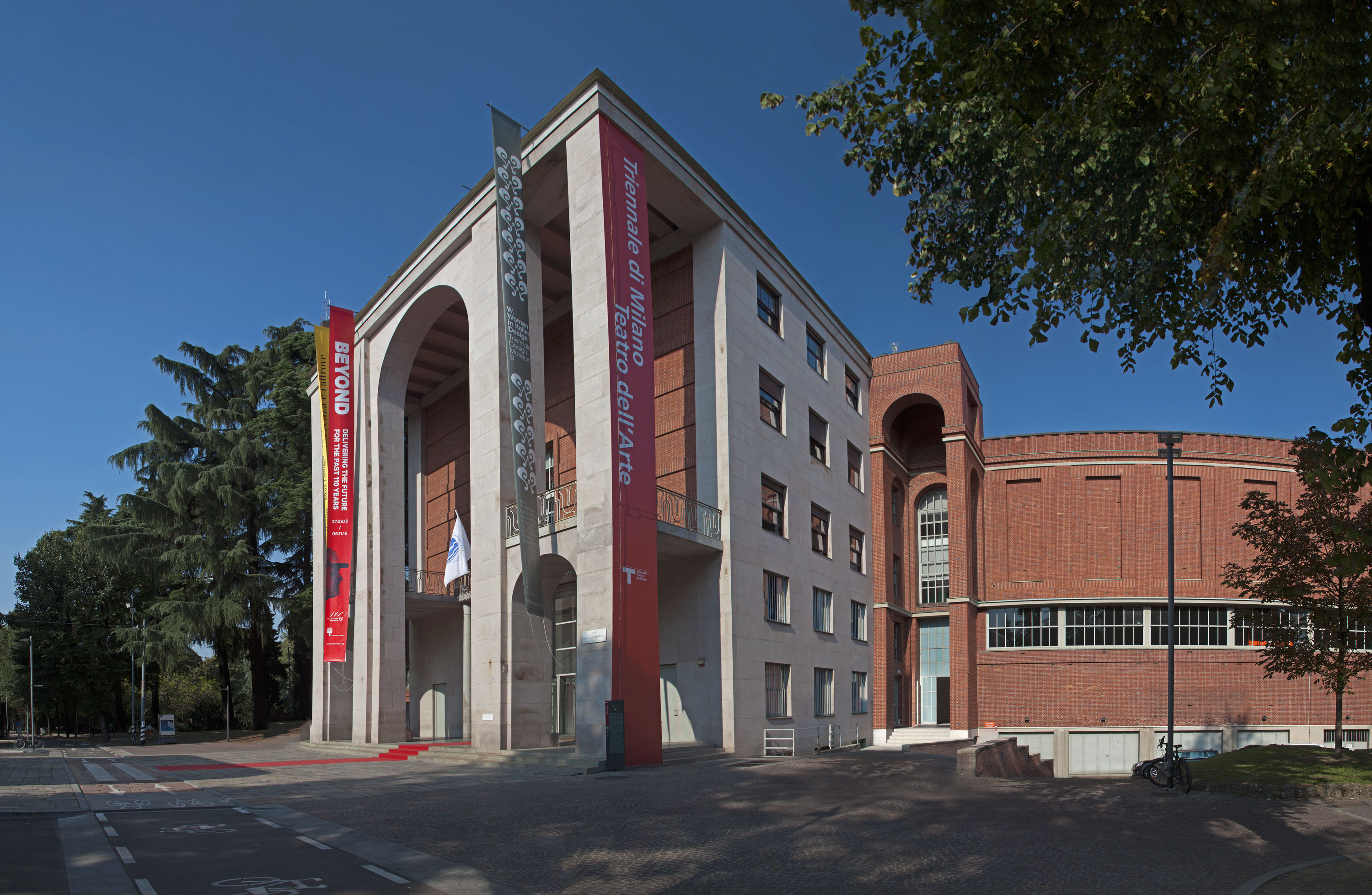
سه‌سالانه میلان

سه‌سالانه میلان (به انگلیسی: Milan Triennial)، (به ایتالیایی: Triennale di Milano)، یک نمایشگاه هنر و طراحی است که هر سه سال یکبار در موزهٔ تری‌یناله دی میلانو در میلان، ایتالیا برگزار می‌شود.

## تاریخچه
این نمایشگاه در ابتدا در سال ۱۹۲۳ میلادی به عنوان یک رویداد دوسالانۀ معماری و طراحی صنعتی تأسیس شد. پنج دورهٔ اول در مونتزا برگزار شد. در سال ۱۹۳۳ میلادی نمایشگاه به میلان منتقل شد و قالب آن به صورت سه ساله تغییر یافت. مکان تعیین‌شده، پالاتزو دل‌آرته (کاخ هنر) جدید بود که توسط معمار جووانی موتزیو طراحی شده بود، که شامل توره برانکا (برج برانکا) اثر جو پونتی است.
این سه‌سالانه توسط دفتر نمایشگاه‌های بین‌المللی (بی‌آی‌ای) در سال ۱۹۳۳ میلادی به رسمیت شناخته شد.
با هدایت امور توسط پونتی و هنرمند ماریو سیرونی، پنجمین تریناله (سه‌سالانه) حوزهٔ خود را به هنرهای تجسمی گسترش داد، با نقاشی‌های دیواری که توسط هنرمندانی مانند: جورجو د کیریکو، ماسیمو کامپیگلی و کارلو کارا ساخته شده بودند.
دیگر هنرمندانی که در طول سال‌ها آثار خود را در سه‌سالانه به نمایش گذاشتند عبارتند از: لوچیو فونتانا، انریکو بای، آرتورو مارتینی، جو پومودورو، آلبرتو بوری، ماریو مرتز، جولیو پائولینی و میکل‌آنجلو پیستلتو.
سه‌سالانه، سه بار در سال‌های ۱۹۴۰، ۱۹۷۳ و ۱۹۹۶ میلادی متوقف شد.